# Колезький радник

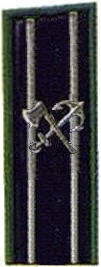
Петличний знак розрізнення відповідного чину (МШС)

Коле́зький ра́дник (рос. коллежский советник) — в Російській імперії цивільний чин VI класу в Табелі про ранги. Відповідав армійському чину полковника та військово-морському чину капітана I рангу. 
За статусом був нижче за статського радника і вище за надвірного радника. Форма звертання — «ваше високоблагородіє». По даному чину до 1845 року надавалось спадкоємне дворянство. З 1803 року надавати цей чин мали право державні чиновники за статусом не нижче за міністра і йому рівних.
Назва чину походила від посади радника в петровській колегії, тобто посадової особи, що є неодмінним членом колегії.
У цей чин автоматично переводились голови повітів дворянства (незалежно від чину, що раніше був, або звання нижчих класів) в тому випадку, якщо вони обиралися на посаду вдруге.